# Manuel Calderón
Manuel Calderón (Jesús María, Lima, 28 de enero de 1990) es un futbolista peruano. Juega de defensa y su equipo actual es Unión Huaral de la Liga 3 de Perú. Tiene 35 años.

## Trayectoria

### Inicios
Nacido en Villa El Salvador, inició su carrera en el Defensor Villa del Mar y en el 2006 pasó al Deportivo Curibamba, ambos equipos participantes de la Segunda División del Perú.

### Universitario de Deportes
Su debut en la Primera División se produjo el 9 de marzo de 2008 en el clásico Universitario – Sporting Cristal, jugado en el estadio Monumental, el cual finalizó 1-0 a favor de la "U" por el Torneo Apertura. Debutó al mando de Ricardo Gareca y fue campeón del Torneo Apertura 2008 clasificando así a la Copa Libertadores 2009. También fue campeón nacional en el 2009 junto Juan Máximo Reynoso jugando nuevamente la Copa Libertadores 2010. En el tiempo que estuvo en Universitario, jamás pudo quitarle el puesto de titular a los habituales centrales John Galliquio y Carlos Galván.
Al siguiente año se va al Juan Aurich con el que disputa la Copa Libertadores 2010.

### Sport Boys
Jugó un año y medio en el Sport Boys, club donde realizó grandes partidos. Fue una de las revelaciones de la defensa junto a Alexander Callens.
En el 2014 sale campeón de la Segunda División del Perú con el Deportivo Municipal siendo titular indiscutible junto a Adrián Zela.
Jugó 2 años por Alianza Atlético de Sullana. Sin embargo, a finales del 2017 descendió de categoría. Al siguiente año fue campeón de la Copa Perú 2018 con el Pirata F.C..

## Selección nacional
Ha sido internacional con la selección de fútbol del Perú en las categorías sub-17 y sub-20. Participó en la Copa Mundial de Fútbol Sub-17 de 2007 de Corea del Sur y en el Campeonato Sudamericano Sub-20 de 2009 de Venezuela.

### Participaciones en Copas del Mundo
| Mundial                     | Sede          | Resultado        |
| --------------------------- | ------------- | ---------------- |
| Copa Mundial Sub-17 de 2007 | Corea del Sur | Cuartos de final |

## Clubes
| Club                      | País | Año         |
| ------------------------- | ---- | ----------- |
| Defensor Villa del Mar    | Perú | 2005 - 2006 |
| Deportivo Curibamba       | Perú | 2006 - 2007 |
| Universitario de Deportes | Perú | 2008 - 2009 |
| Juan Aurich               | Perú | 2010        |
| Sport Boys                | Perú | 2010 - 2011 |
| José Gálvez               | Perú | 2012 - 2013 |
| Ayacucho F.C.             | Perú | 2013 - 2014 |
| Deportivo Municipal       | Perú | 2014 - 2015 |
| Willy Serrato             | Perú | 2015 - 2016 |
| Alianza Atlético          | Perú | 2016 - 2017 |
| Alfonso Ugarte            | Perú | 2018        |
| Pirata F. C.              | Perú | 2018 - 2019 |
| Deportivo Garcilaso       | Perú | 2019 - 2020 |
| Deportivo Llacuabamba     | Perú | 2020        |
| Cultural Santa Rosa       | Perú | 2021        |
| ADA Cajabamba             | Perú | 2024        |
| ADA                       | Perú | 2024        |
| Unión Huaral              | Perú | 2025 -      |

## Palmarés

### Campeonatos Regionales
| Título                      | Club                | País  | Año  |
| --------------------------- | ------------------- | ----- | ---- |
| Liga Departamental de Puno  | Alfonso Ugarte      | Puno  | 2018 |
| Liga Departamental de Cuzco | Deportivo Garcilaso | Cusco | 2019 |

### Campeonatos nacionales
| Título                    | Club                      | País | Año  |
| ------------------------- | ------------------------- | ---- | ---- |
| Torneo Apertura           | Universitario de Deportes | Perú | 2008 |
| Primera División del Perú | Universitario de Deportes | Perú | 2009 |
| Segunda División del Perú | Deportivo Municipal       | Perú | 2014 |
| Copa Perú                 | Pirata F. C.              | Perú | 2018 |